# جواروادباد
جواروادباد (بالإنجليزية: Jurawadbad)‏ الرجل الثعبان في أساطير استراليا. كان في الأصل رجلا تزوج من امرأة رفضت معاشرته جنسيا، فأحال نفسه إلى ثعبان واختبأ تحت الوسادة حتى إذا ما أوت زوجته إلى الفراش لدغها وماتت.